# BS Graphics
BS Gráphics («Б.С. Гра́фика») — российская студия инновационных мультимедийных решений, основанная в 1993 году в Москве Сергеем Баженовым. Компания занималась созданием компьютерной графики и анимации, разрабатывала решения для интерактивной рекламы и развлечений. Использовала новейшие 3D real-time технологии. Среди инвесторов компании — банк ВТБ. Помимо собственного штата студия активно пользовалась трудом фрилансеров.

## История
Начиная с 1996 года компания работала в главном корпусе «Мосфильма» на месте бывшего цеха комбинированных съёмок вместе со во вновь созданной структурной единицей киностудии «Мосфильм — Фантазия». Именно там была оборудована первая в России «виртуальная студия», в которой, в частности, производилась телепрограмма «Интернет-кафе», выходившая в конце 1990-х годов на телеканале ТВ-Центр, — её ведущей была Соня Баженова.
В 1999 году была создана компания BS Graphics Production («Б.С. Графика Продакшн»; генеральный директор — Виктор Алисов), специализировавшаяся на съёмке фильмов и создании спецэффектов.
Со сменой руководства и приходом К. Шахназарова на должность гендиректора «Мосфильма»  деятельность BS Graphics стала испытывать административное давление, — перекрывался доступ к некоторым производственным помещениям, её сотрудникам, как сторонней организации, запрещалось оставаться работать в вечернее и ночное время. К 2003 году компания оставалась одним из последних работающих на студии арендаторов. Декабрьское покушение на жизнь С. Баженова на территории киностудии подтолкнуло компанию к смене места деятельности.

## Работы
Среди первых работ компании — создание первого видеоклипа группы «Любэ» на песню «Не валяй дурака, Америка» (1992 год) и заставки для программы «Маски-шоу», созданные в 1993 году.
Компания создавала графику для различных телевизионных программ, занималась съёмками музыкальных видеоклипов для различных исполнителей и спецэффектами для кинофильмов, включая «Сибирский цирюльник» (1999), «Звезда» (2002), «Код Апокалипсиса» (2007; в интеграции с другими компаниями).
Компания реализовывала инсталляции с элементами reality-шоу для рекламных сетей, парков развлечений, интерактивные заставки для телеканалов, разрабатывала виртуальные музеи, ситуационные центры с графическим оформлением для органов исполнительной власти.

Всё это, само собой, базируется на компьютерной графике. Точнее, мы это называем визуализацией, мы уже отходим от понятия «компьютерная графика», поскольку она является только одним из инструментов, а в целом среда гораздо шире — это и световые эффекты, и звуковые, и специальные дизайнерские решения. В комплексе это всё создаёт новую реалистичную среду.
— Сергей Баженов, «Мир 3Д» декабрь 2008
В 2008 году вышла первая серия полнометражного мультипликационного 3D-фильма «Лягушачий рай» производства BS Graphics Production. Ранее Сергей Баженов заявлял о планах выпустить вторую и третью серии мультфильмов.

## Прекращение деятельности
Компании «Б.С. Графика Продакшн» и «Б.С. Графика» были окончательно ликвидированы в августе и соответственно в сентябре 2016 года.